# 徐艮模
徐艮模，清朝人，是一名清朝政治人物。
徐艮模曾于1738年接替李倪昱任上海县知县一职，1739年由王世睿接任。